# Rial Racing
Rial Racing war ein Formel-1-Team des deutschen Unternehmens Rial Leichtmetallfelgen GmbH (RIAL) aus Fußgönheim, das in den Jahren 1988 und 1989 an der Formel-1-Weltmeisterschaft teilnahm. Teamleiter war in jener Zeit Günter Schmid, der einige Jahre zuvor bereits Teamleiter bei ATS Racing gewesen war.

## Die Grundlagen des Motorsport-Engagements
Bis in die 1980er Jahre war Rial nicht selbst im Motorsport aktiv. Das änderte sich, als Anfang 1987 Günter Schmid das Unternehmen übernahm. Schmid hatte seine sich auf 50 % belaufenden Anteile an ATS gegen alle Rial-Anteile eingetauscht. Wenige Monate nach Übernahme des Unternehmens Rial hatte sich Schmid dafür entschieden, sich ein weiteres Mal im Formelsport zu engagieren.
Das Rial-Projekt war für ihn eine Wiederbelebung des bei ATS begonnenen Konzepts, mittels Motorsports den Verkauf von Felgen zu forcieren. Jedenfalls insoweit war das Motorsport-Engagement von Rial auch erfolgreich: Zum Ende der ersten Formel-1-Saison erklärte Schmid, der Felgenumsatz sei im Laufe des Jahres 1988 um mehr als 50 % gestiegen. Möglich wurde der (Wieder-)Einstieg in die Formel 1 letztlich durch den Umstand, dass die FISA die kostenintensive Turbo-Motoren für die Formel-1-Saison 1988 stark beschränken und ab 1989 gänzlich untersagen wollte. Im Hinblick darauf bestand die weit verbreitete Erwartung, dass ein Formel-1-Einsatz auch für unabhängige Bewerber wieder finanziell realisierbar sein könnte. Dementsprechend wagten zahlreiche in kleineren Klassen aktive Rennställe in den späten 1980er Jahren den Aufstieg in die Formel 1. Unter ihnen waren beispielsweise AGS, Coloni oder Onyx. Von ihnen unterschied sich Rial insoweit, als das Unternehmen nicht auf eine Motorsportgeschichte zurückblicken konnte, so dass das Rennsport-Team eine Neugründung darstellte.
Organisatorisch betrieb Schmid den Rennstall mit geringem Aufwand. Das Motorsport-Team erhielt kein eigenes Werk, sondern residierte in der Produktionshalle des Felgenherstellers, in der eine kleine Fläche reserviert und mit Stellwänden abgetrennt worden war. Die personelle Struktur entsprach ebenfalls dem Niveau eines Privatteams. Im Laufe des zwei Jahre dauernden Engagements arbeiteten selten mehr als zwei Dutzend Mitarbeiter für das Formel-1-Team, und an den Rennstrecken trat das Team nur selten mit mehr als zehn Mitgliedern an.
Von zentraler Bedeutung war der österreichische Ingenieur Gustav Brunner, der zuvor bereits für ATS gearbeitet hatte und den Schmid für sein neues Projekt von der Scuderia Ferrari hatte abwerben können. Brunner entwarf in der zweiten Jahreshälfte 1987 das Einsatzauto für das neue Team, das sich als eine wertvolle Konstruktion erweisen sollte. Brunners Engagement war der wesentliche Grund dafür, dass sich bereits für die Debütsaison 1988 der erfahrene italienische Rennfahrer Andrea de Cesaris von Rial engagieren ließ und mit dem neuen Rennstall in seine achte volle Formel-1-Saison ging.

## Die Saison 1988

### Das Auto
1988 trat Rial in der Formel 1 mit dem von Brunner entworfenen Auto Rial ARC1 an. Der blau lackierte Wagen war ein strukturell unkompliziertes, sehr kompaktes Auto, das unverkennbar die Züge des ebenfalls von Brunner entworfenen Ferrari F1/87 trug. Daher wurde das Auto früh „der blaue Ferrari“ genannt. Die geringen Ausmaße des Wagens waren wesentlich auf einen sehr kleinen Benzintank zurückzuführen, der nur 189 Liter fasste und damit das geringste Volumen aller Formel-1-Fahrzeuge dieses Jahrgangs aufwies. Brunner hatte diese Benzinmenge als maximalen Verbrauch des Wagens ausgerechnet und im Interesse der Kompaktheit auf Sicherheitsreserven verzichtet. In der Praxis sollte sich dies in einer Zeit, in der Nachtanken nicht erlaubt war, als riskant erweisen; bei mehreren Rennen blieb der Wagen ohne Treibstoff liegen, beispielsweise beim Großen Preis von Kanada, bei dem de Cesaris an fünfter Stelle lag, bevor in der letzten Runde das Benzin zur Neige ging. Angetrieben wurde das Auto von einem herkömmlichen Ford-Saugmotor des Typs Cosworth DFZ, der – wie die Ford-Triebwerke der meisten anderen Teams auch – bei Heini Mader Racing Components in der Schweiz getunt wurde.
Im Laufe der Saison wurden drei Chassis gebaut, die sich technisch kaum voneinander unterschieden. Insgesamt gab es wenig Entwicklungsarbeit. Die Modifikationen bezogen sich zumeist auf Details wie die Position des Ölkühlers, die beim Auftaktrennen als reglementwidrig angesehen worden war und im Laufe der Saison mehrfach geändert wurde.
Die einzelnen Chassis liefen in den Rennen zu folgenden Großen Preisen:
- Chassis Nr. 1: Brasilien, San Marino, Monaco, Frankreich und Großbritannien.
- Chassis Nr. 2: Mexiko, Montréal, USA (Detroit), Ungarn und Belgien
- Chassis Nr. 3: Deutschland, Italien, Portugal, Spanien, Japan, Australien.

### Der Saisonverlauf
Das Rial Racing genannte Team trat zur Saison 1988 mit nur einem Fahrer an. Neben Rial engagierten sich 1988 auch EuroBrun Racing sowie die BMS Scuderia Italia (BMS-Dallara) erstmals in der Formel 1, und auch Coloni war im Grunde ein neues Team, obwohl es 1987 bereits an zwei Formel-1-Läufen teilgenommen hatte. Diese vier Bewerber unterlagen 1988 zunächst der Vorqualifikation. Für Rial sollte diese Hürde kein Problem bedeuten; Andrea de Cesaris konnte sich zu jedem Rennen qualifizieren.
Im Auftaktrennen in Brasilien gelang Andrea de Cesaris problemlos die Vorqualifikation wie auch die eigentliche Qualifikation. Er erreichte den 14. Startplatz und konnte damit nicht nur die ebenfalls neuen Konkurrenten, sondern auch etablierte Teams wie Tyrrell oder Ligier hinter sich lassen. Im Rennen lag Andrea de Cesaris nach 21 Runden an sechster Stelle, die er engagiert verteidigte. Allerdings fiel er nach 53 Runden wegen eines Maschinenschadens aus.
Im folgenden Rennen konnte sich de Cesaris als 16. qualifizieren. Allerdings gab es Probleme mit dem Querlenker, der als Sicherheitsrisiko erkannt wurde. Daraufhin ließ das Team de Cesaris im Rennen eine Runde fahren, so dass der Anspruch auf Startgeld erfüllt war, bevor man ihn sicherheitshalber in die Box holte und den Einsatz beendete.
Ein herausragendes Ergebnis erreichte de Cesaris beim Großen Preis der USA in Detroit. Trotz defekter Kupplung fuhr er als vierter über die Ziellinie. Es war die erste Zielankunft eines Rial, und die dadurch erreichten drei Weltmeisterschaftspunkte stellten sicher, dass Rial in der zweiten Hälfte der Saison 1988 nicht mehr der Vorqualifikation unterlag.
Ab Sommer 1988 nahmen die Schwierigkeiten im Team zu. So wurde das Team durch den Weggang von Brunner geschwächt, der vor dem Großen Preis von Deutschland vom deutschen Konkurrenzteam Zakspeed abgeworben worden war. Das größte Problem aber war der Umstand, dass Schmid die Position Brunners nicht neu besetzte, so dass das Team in der zweiten Saisonhälfte 1988 ohne technischen Direktor arbeitete. Nicht zuletzt deshalb gab es keine Weiterentwicklung des Autos, auch eindeutige Schwachstellen wurden nicht oder nur oberflächlich ausgebessert. In der Folge mehrten sich die technischen Defekte am Auto, die sich unmittelbar auf dessen Leistungsfähigkeit und auf die Resultate auswirkten. Beim Großen Preis von Ungarn wurde das Team durch eine gebrochene Halbwelle gebremst, und beim Großen Preis von Italien trat überraschend ein Loch im Unterboden auf, das nicht hinreichend repariert werden konnte. Andrea de Cesaris verlor zunehmend das Vertrauen in das Team. Auch dies machte sich in den Resultaten bemerkbar. De Cesaris äußerte sich gegenüber der italienischen Presse dahingehend, dass das Auto eine „Bruchbude“ sei, „die mich immer wieder in Fehler treibt“. Das Team erreichte in der zweiten Saisonhälfte nur noch zwei Zielankünfte, nämlich einen 13. Platz beim Großen Preis von Deutschland und den achten Platz beim Großen Preis von Australien. Somit hatte man 1988 nur in Detroit WM-Punkte erzielt, dort allerdings gleich drei, sodass Rial als Neunter die Konstrukteursmeisterschaft beendete. Damit war Rial nicht nur das beste Team aller Debütanten, es war auch die beste Platzierung eines deutschen Teams seit einem Vierteljahrhundert (1963 war Porsche Siebenter der Konstrukteursmeisterschaft geworden).

## 1989

### Die Ausgangslage
Die Saison 1989 war eine der schwierigsten der Formel-1-Geschichte. Zu den bereits bestehenden Teams war Onyx Grand Prix als weiterer neuer Bewerber hinzugekommen, und Brabham kehrte nach einem Sabbatjahr in die Formel 1 zurück. Bis auf EuroBrun Racing setzten alle Teams zwei Wagen ein. Insgesamt traten daher mit 20 Teams und 39 Wagen so viele Konkurrenten wie nie zuvor zur Weltmeisterschaft an. Für Rial – wie für zahlreiche andere kleine Teams auch – bedeutete die neue Saison eine erhebliche finanzielle Belastung. Günter Schmid behauptete, für die Saison 1989 ebenso wie im Jahr zuvor über einen Etat von 5 Millionen DM zu verfügen. Soweit dies zutraf, war das nicht viel, aber auch nicht hoffnungslos wenig; von zentraler Bedeutung aber war, dass diese Mittel – anders als im Vorjahr – nunmehr für den Betrieb von zwei Autos ausreichen mussten.
Technische Neuerungen gab es für die Saison 1989 bei Rial nicht. Zwar präsentierte das Team ein Auto mit dem Namen ARC 2; tatsächlich war dieses Modell aber keine Neuentwicklung, sondern eine bloße Überarbeitung von Gustav Brunners Vorjahresauto. Die wesentlichste Änderung bestand darin, dass der Wagen gut fünf Zentimeter länger war als der ARC 1. Der gewonnene Platz kam dem Tank zugute, dessen Volumen auf 205 Liter wachsen konnte. Damit war sichergestellt, dass das Auto unter regelmäßigen Bedingungen eine Renndistanz überstehen konnte. Die Änderungen beruhten auf Arbeiten von Stefan Fober, Bob Bell und Martin Godrich, die im Winter 1988/89 an Gustav Brunners Stelle im Rial-Werk tätig waren. Als Motor wurde wiederum ein Cosworth DFR-Achtzylinder eingesetzt, der von Mader vorbereitet war. Damit verwendete Rial das gleiche Triebwerk wie die Konkurrenzteams AGS, Arrows, Coloni, Ligier, Minardi, Onyx, Osella, BMS Scuderia Italia und Tyrrell.
Rial präsentierte sich für 1989 bewusst als (zunächst) rein deutsches Team. Als Fahrer wurde Christian Danner verpflichtet, der in den Jahren zuvor bei Arrows, Osella und Zakspeed gefahren war, sowie der Formel-1-Debütant Volker Weidler.

### Der Saisonverlauf
Der Verlauf der Saison 1989 war schwierig. Christian Danner war insgesamt der erfolgreichere Fahrer. Neben seinem engagierten Fahrstil muss man berücksichtigen, dass sein Auto angesichts der 1988 erzielten drei WM-Punkte für die erste Hälfte der Saison 1989 vom Erfordernis der Vorqualifikation befreit war, so dass er unmittelbar um die Qualifikation kämpfen konnte. Volker Weidler hingegen musste sich von Beginn an der Vorqualifikation unterziehen. Sie sollte für Weidler ein unüberwindbares Hindernis darstellen: Bei den ersten acht Großen Preisen der Saison gelang es Weidler kein einziges Mal, die Vorqualifikation zu überstehen. Als für die zweite Saisonhälfte auch Weidlers Auto vom Erfordernis der Vorqualifikation befreit wurde, scheiterte Weidler bei den Großen Preisen von Deutschland und Ungarn jeweils an der eigentlichen Qualifikation. Alles in allem gelang es Weidler in keinem seiner 10 Versuche, an einem Formel-1-Rennen teilzunehmen. Zum Großen Preis von Belgien wurde er entlassen. Volker Weidler erhielt keine weitere Chance in der Formel 1.
Auch Christian Danner hatte mit dem ARC 2 einige Mühe. In der ersten Saisonhälfte verpasste er viermal die Qualifikation (bei den Großen Preisen von San Marino, Monaco, Frankreich und Großbritannien). Bestes Qualifikationsresultat war der 17. Startplatz beim Auftaktrennen der Saison in Brasilien. Dort kam er nicht ins Ziel, wurde aber trotz eines Getriebedefekts in der 56. Runde als 14. und Letzter gewertet. Den Großen Preis von Mexiko beendete Danner als 12. mit zwei Runden Rückstand. Beim anschließenden Großen Preis der USA in Phoenix wiederholte sich dann die Sensation des Vorjahres: Fahrer und Auto dokumentierten ihr Potential eindrucksvoll. Danner war als Letzter gestartet und hatte sich bis Runde 36 auf Platz 10 vorgekämpft. Dann profitierte er von den Ausfällen der vor ihm fahrenden Nelson Piquet (auf Lotus), Alex Caffi (BMS Scuderia Italia), Gerhard Berger (Scuderia Ferrari) und Andrea de Cesaris (ebenfalls Scuderia Italia), so dass Danner in der 70. Runde auf Platz vier lag. Trotz defekten Auspuffs hielt er diese Position bis zum Schluss und sicherte Rial damit drei wertvolle Weltmeisterschaftspunkte. Sie sorgten dafür, dass nicht nur Danners, sondern auch Weidlers Auto in der zweiten Saisonhälfte von der Vorqualifikation befreit waren. Beim darauf folgenden Rennen kam Danner noch einmal ins Ziel (als Achter und Letzter); dieses Resultat sollte allerdings die letzte Zielankunft eines Rial und zugleich die letzte Rennteilnahme eines Rial an einem Großen Preis darstellen. Bei den nachfolgenden Rennen verpassten beide Fahrer regelmäßig die Qualifikation. Mit fortschreitender Saison wurden die in der Qualifikation gefahrenen Zeiten immer schlechter; sie lagen zuletzt wiederholt nur noch auf dem Niveau der allgemein als nicht konkurrenzfähig eingestuften Fahrzeuge von AGS oder Coloni. Bei den letzten Veranstaltungen hätten die Qualifikationszeiten der Rial nicht einmal mehr zum Bestehen der Vorqualifikation gereicht.
Im Spätsommer 1989 kam es zu einigen Umstrukturierungen im Team. In technischer Hinsicht kam kurzfristig der belgische Ingenieur Christian Vanderpleyn ins Team, der von 1960 bis 1988 bei AGS und danach ein Jahr bei Coloni gearbeitet hatte. Vanderpleyn entwarf einen neuen Unterboden, der allerdings nicht dazu beitrug, die Fahrleistungen des Autos deutlich zu erhöhen. Fahrerseitig wurde nach dem erfolglosen Großen Preis von Ungarn zunächst Volker Weidler ersetzt; an seiner Stelle wurde Pierre-Henri Raphanel verpflichtet, der zusammen mit Christian Vanderpleyn von Coloni gekommen war. Christian Danner blieb bis zum Großen Preis von Portugal bei Rial, danach setzte Günter Schmid auch ihn frei. Als Grund dafür gab der Teamchef Unregelmäßigkeiten bei der Zahlung von Sponsorgeldern an; Christian Danner trat dem entgegen. An Danners Stelle fuhr beim Großen Preis von Spanien der Schweizer Gregor Foitek, der in der ersten Hälfte der Saison bei EuroBrun Racing aktiv gewesen war, bevor er dort durch Oscar Larrauri ersetzt wurde. Foitek war im Qualifikationstraining mit einem Rückstand von neun Sekunden auf die spätere Pole-Zeit der langsamste Fahrer. Sämtliche Piloten der Vorqualifikation hatten schnellere Zeiten an den Tag gelegt als er. Für die beiden Überseerennen wurde Foitek durch den Belgier Bertrand Gachot ersetzt, der zuvor bei Onyx entlassen worden war. Auch er konnte nichts bewirken. Beide Rial waren in Japan und Australien jeweils die langsamsten Autos der Qualifikation.

### Problemanalyse
Christian Danner begründete die Erfolglosigkeit des Teams in einem Interview mit der Schweizer Fachzeitschrift motorsport aktuell Anfang 1990 im Wesentlichen mit einem Mangel an strukturierter Arbeit. Das Auto habe eine Reihe von Mängeln aufgewiesen. So sei es immer wieder zu Motoraussetzern gekommen, wenn im Qualifikationstraining oder Laufe eines Rennens weniger als 100 Liter Benzin im Tank gewesen seien. Statt hier eine von Danner angeregte Überprüfung der Benzinpumpe vorzunehmen, habe sich die Teamleitung darauf beschränkt, die Autos mit halbvollen Tanks – also mehr als 100 Litern Benzin – in die Qualifikation zu schicken. Auch wurde das Unternehmen Aero-Construct, das für Rial die Monocoques herstellte, für die Verwindungsfreudigkeit des Monocoques verantwortlich gemacht. Allerdings gab es diesbezüglich unterschiedliche Auffassungen über die notwendigen Belastungen, die im September 1989 zu einem Zerwürfnis zwischen Rial und Aero-Construct führten. Zudem habe es keine Überlegungen gegeben, das Chassis nachträglich zu versteifen.
Neben den organisatorischen Mängel half auch der Umstand nicht, dass Rial 1989 wiederum Goodyear-Reifen einsetzte. 1989 war mit Pirelli erstmals wieder ein zweiter Reifenhersteller in der Formel 1 vertreten, der in erster Linie die kleinen italienischen Formel-1-Teams sowie das in die Formel 1 zurückgekehrte Brabham-Team ausrüstete. Pirelli hielt für die meisten seiner Kunden besondere Qualifikationsreifen bereit, die nur eine oder zwei Runden hielten, die in diesem engen Fenster allerdings der Konkurrenz von Goodyear deutlich überlegen waren, so dass es insbesondere im Laufe der zweiten Saisonhälfte überraschende Qualifikationsergebnisse gab, bei denen man die Wagen von Minardi oder Osella mitunter in den „Top Ten“ finden konnte. Rial hatte hier mit klassischen Goodyear-Reifen einen technischen Nachteil, den das Team nicht durch konsequente technische Entwicklung ausgleichen konnte.

## Die Aussichten für 1990
Nach dem Ende der Saison war für mehrere Wochen nicht klar, wie es mit dem Team weitergehen würde.
Gesichert ist, dass Christian Vanderpleyn parallel zu seiner Arbeit am ARC2 einige Entwürfe für ein neues Auto, den ARC3, erarbeitet hatte. Diese Entwürfe hatten nach Auskunft ehemaliger Rial-Mitarbeiter bereits recht detaillierten Umfang erreicht. Tatsächlich wurden diese Pläne bei Rial nicht umgesetzt. Einige Züge dieser Entwürfe sollen sich nach Darstellung von Fachzeitschriften im AGS JH26 wiedergefunden haben, einem Wagen, den Christian Vanderpleyn während eines kurzen letzten Gastspiels bei AGS im Frühjahr 1991 entwickelte, der letztlich ebenfalls nicht realisiert wurde.
Im November und Dezember 1989 zog sich Schmid aus der Öffentlichkeit und aus dem Rennstall zurück und ließ damit sowohl die Teammitarbeiter als auch Sponsoren und Geschäftspartner über die weitere Entwicklung im Unklaren. Ende Januar 1990 erklärte er dann den offiziellen Rückzug von Rial aus der Formel 1.
1992 erschien der Name Rial noch einmal in der Formel 1, und zwar als kurzfristiger Sponsor des Teams March Engineering.

## Zahlen und Daten

### Statistik in der Formel 1
| Saison | Teamname    | Chassis   | Motor                    | Reifen | Grands Prix | Siege | Zweiter | Dritter | Poles | schn. Runden | Punkte | WM-Rang |
| ------ | ----------- | --------- | ------------------------ | ------ | ----------- | ----- | ------- | ------- | ----- | ------------ | ------ | ------- |
| 1988   | Rial Racing | Rial ARC1 | Ford Cosworth DFZ 3.5 V8 | G      | 16          | –     | –       | –       | –     | –            | 3      | 9.      |
| 1989   | Rial Racing | Rial ARC2 | Ford Cosworth DFR 3.5 V8 | G      | 4           | –     | –       | –       | –     | –            | 3      | 13.     |
| Gesamt | 20          | –         | –                        | –      | –           | –     | 6       |         |       |              |        |         |

### Alle Fahrer von Rial Racing in der Formel 1
| Name                  | Jahre | Grand Prix | Punkte | Siege | Zweiter | Dritter | Poles | schn. Runden | beste WM-Pos. |
| --------------------- | ----- | ---------- | ------ | ----- | ------- | ------- | ----- | ------------ | ------------- |
| Andrea de Cesaris     | 1988  | 16         | 3      | –     | –       | –       | –     | –            | 15. (1988)    |
| Christian Danner      | 1989  | 4          | 3      | –     | –       | –       | –     | –            | 22. (1989)    |
| Volker Weidler        | 1989  | –1         | –      | –     | –       | –       | –     | –            | –             |
| Pierre-Henri Raphanel | 1989  | –1         | –      | –     | –       | –       | –     | –            | –             |
| Bertrand Gachot       | 1989  | –1         | –      | –     | –       | –       | –     | –            | –             |
| Gregor Foitek         | 1989  | –1         | –      | –     | –       | –       | –     | –            | –             |

1 Der Fahrer konnte sich für kein Rennen qualifizieren.

### Ergebnisse in der Formel 1
| Saison        | Chassis | Fahrer | Nr.  | 1    | 2    | 3    | 4    | 5    | 6    | 7   | 8   | 9   | 10  | 11  | 12  | 13  | 14 | 15 | 16 | Punkte | Rang |
| ------------- | ------- | ------ | ---- | ---- | ---- | ---- | ---- | ---- | ---- | --- | --- | --- | --- | --- | --- | --- | -- | -- | -- | ------ | ---- |
| 1988          | ARC1    |        |      |      |      |      |      |      |      |     |     |     |     |     |     |     |    |    |    | 3      | 9.   |
| A. de Cesaris | 22      | DNF    | DNF  | DNF  | DNF  | 9    | 4    | 10   | DNF  | 13  | DNF | DNF | DNF | DNF | DNF | DNF | 8  |    |    | 3      | 9.   |
| 1989          | ARC2    |        |      |      |      |      |      |      |      |     |     |     |     |     |     |     |    |    |    | 3      | 13.  |
| C. Danner     | 38      | 14     | DNQ  | DNQ  | 12   | 4    | 8    | DNQ  | DNQ  | DNQ | DNQ | DNQ | DNQ | DNQ |     |     |    |    |    | 3      | 13.  |
| G. Foitek     |         |        |      |      |      |      |      |      |      |     |     |     |     | DNQ |     |     |    |    |    | 3      | 13.  |
| B. Gachot     |         |        |      |      |      |      |      |      |      |     |     |     |     |     | DNQ | DNQ |    |    |    | 3      | 13.  |
| V. Weidler    | 23      | DNPQ   | DNPQ | DNPQ | DNPQ | DNPQ | DNPQ | DNPQ | DNPQ | EX  | DNQ |     |     |     |     |     |    |    |    | 3      | 13.  |
| P. Raphanel   |         |        |      |      |      |      |      |      |      |     | DNQ | DNQ | DNQ | DNQ | DNQ | DNQ |    |    |    | 3      | 13.  |

| Legende  | Legende            | Legende                                                          |
| Farbe    | Abkürzung          | Bedeutung                                                        |
| -------- | ------------------ | ---------------------------------------------------------------- |
| Gold     | –                  | Sieg                                                             |
| Silber   | –                  | 2. Platz                                                         |
| Bronze   | –                  | 3. Platz                                                         |
| Grün     | –                  | Platzierung in den Punkten                                       |
| Blau     | –                  | Klassifiziert außerhalb der Punkteränge                          |
| Violett  | DNF                | Rennen nicht beendet (did not finish)                            |
| Violett  | NC                 | nicht klassifiziert (not classified)                             |
| Rot      | DNQ                | nicht qualifiziert (did not qualify)                             |
| Rot      | DNPQ               | in Vorqualifikation gescheitert (did not pre-qualify)            |
| Schwarz  | DSQ                | disqualifiziert (disqualified)                                   |
| Weiß     | DNS                | nicht am Start (did not start)                                   |
| Weiß     | WD                 | zurückgezogen (withdrawn)                                        |
| Hellblau | PO                 | nur am Training teilgenommen (practiced only)                    |
| Hellblau | TD                 | Freitags-Testfahrer (test driver)                                |
| ohne     | DNP                | nicht am Training teilgenommen (did not practice)                |
| ohne     | INJ                | verletzt oder krank (injured)                                    |
| ohne     | EX                 | ausgeschlossen (excluded)                                        |
| ohne     | DNA                | nicht erschienen (did not arrive)                                |
| ohne     | C                  | Rennen abgesagt (cancelled)                                      |
| ohne     | keine WM-Teilnahme |                                                                  |
| sonstige | P/fett             | Pole-Position                                                    |
| sonstige | 1/2/3/4/5/6/7/8    | Punktplatzierung im Sprint-/Qualifikationsrennen                 |
| sonstige | SR/kursiv          | Schnellste Rennrunde                                             |
| sonstige | *                  | nicht im Ziel, aufgrund der zurückgelegten Distanz aber gewertet |
| sonstige | ()                 | Streichresultate                                                 |
| sonstige | unterstrichen      | Führender in der Gesamtwertung                                   |